# Cobitis megaspila
Cobitis megaspila é uma espécie de peixe actinopterígeo da família Cobitidae.
Pode ser encontrada nos seguintes países: Moldávia e Roménia.